# Nicola Cattina
Nicola Cattina (Manerbio, 25 dicembre 1985) è un rugbista a 15 italiano, già terza linea di Aironi, Zebre e Benetton.

## Biografia
Nicola nasce a Manerbio, in provincia di Brescia.
Nel 2006, mentre gioca con Calvisano in Super 10, viene selezionato nella Nazionale Under-21 per disputare il Mondiale di categoria.
Dopo 5 anni al Calvisano, con il quale vince due scudetti, nell'estate 2009 si trasferisce al GRAN Parma per una stagione; nel 2010 viene ingaggiato nella neonata franchiga degli Aironi in Celtic League.
Nell'estate 2012 la FIR revoca la licenza agli Aironi che vengono sciolti; Cattina si accasa, così, nella nuova franchigia federale delle Zebre per due anni.
Nel 2014-15 disputa l'ultima stagione da professionista tra le file del Benetton, diventando uno dei pochi giocatori ad aver vestito le maglie di tutte e tre le squadre italiane di Pro12.
Dal 2016 al 2018 milita in Serie A con Lumezzane e Verona.

## Palmarès
- Campionati italiani: 2
Calvisano: 2004-05, 2007-08
- Coppa Intercontinentale
Calvisano: 2006
- Campionato di Serie A
  - Verona 2018